# George Kendall Riverside Park
George Kendall Riverside Park är en park i Australien. Den ligger i delstaten New South Wales, i den sydöstra delen av landet, omkring 14 kilometer väster om delstatshuvudstaden Sydney. George Kendall Riverside Park ligger 5 meter över havet.
Runt George Kendall Riverside Park är det mycket tätbefolkat, med 3 757 invånare per kvadratkilometer.. Närmaste större samhälle är Sydney, omkring 14 kilometer öster om George Kendall Riverside Park. 
Runt George Kendall Riverside Park är det i huvudsak tätbebyggt. Genomsnittlig årsnederbörd är 1 380 millimeter. Den regnigaste månaden är februari, med i genomsnitt 200 mm nederbörd, och den torraste är juli, med 36 mm nederbörd.